# Klaudia Jedlińska
Klaudia Jedlińska (ur. 9 lutego 2000 w Bełchatowie) – polska piłkarka, reprezentantka Polski w piłce nożnej i napastniczka Paris FC. Uczestniczka EURO 2025.

## Sukcesy
Mistrzostwo Polski juniorów sezonu 2018/2019 z drużyną UKS SMS Łódź.
Mistrzostwo Polski w barwach UKS SMS Łódź w sezonie 2021/2022.